# HMS Royal Scotsman
«Роял Скотсмен» (англ. HMS Royal Scotsman) — велике десантне піхотне судно Королівського військово-морського флоту Великої Британії.
Судно «Роял Скотсмен» було закладене 11 березня 1936 року на верфі компанії Harland and Wolff у Белфасті. 29 травня 1936 року було спущене на воду, та введене в експлуатацію як пасажирський та вантажний пором, що курсував Ірландським морем між Белфастом і Глазго. У жовтні 1940 року реквізований Адміралтейством та включений до складу Королівських ВМС Великої Британії як десантне піхотне судно.
До січня 1941 року на судні проведені роботи щодо модернізації та озброєння. Спочатку діяло в домашніх водах, у серпні 1941 року судно залучалося до перекидання військ з Клайда для операції «Грей», запланованої окупації Азорських островів. Втім, операцію було скасовано, і «Роял Скотсмен» повернувся до Клайда. 17 вересня 1941 року воно приєдналося до військового конвою WS 11X у Клайді для перевезення військового персоналу до Гібралтару як підкріплення для Мальти за планом операції «Гальбед». У жовтні повернулося до Великої Британії для навчання з персоналом штабом Об'єднаних операцій.
З січня 1942 року «Роял Скотсмен» брало участь у масштабних навчаннях, що проводилися з метою підготовки до великих десантних операцій. 26 жовтня судно відпливло до Гібралтару у складі військового конвою KMF 1 для вторгнення в Північну Африку в рамках операції «Смолоскип». У перші години 8 листопада судно висадило особовий склад 1-го американського батальйону рейнджерів, щоб захопити порт Арзев, а потім було залучено до транспортування військ та техніки в західному Середземномор'ї, діючи разом з суднами «Роял Ольстермен», «Принцес Беатрікс» та «Квін Емма».
У травні 1943 року брало участь у висадці на італійський острів Пантеллерія, а потім 10 липня висадила війська на плацдарм під кодовою назвою «Південна кора» під час вторгнення союзників на Сицилію. У вересні судно забезпечувало висадку військ з Триполі конвою TSF1 для висадки військ у Салерно. У листопаді 1943 року повернулося до Великої Британії
У лютому 1945 року «Роял Скотсмен» було виведене з експлуатації та повернуте до своїх первісних власників у березні.